# Холл-Джонс, Уильям
Сэр Уильям Холл-Джонс (англ. William Hall-Jones; 16 января 1851 — 19 июня 1936) — 16-й премьер-министр Новой Зеландии (1906). Он был временным главой правительства после смерти Ричарда Седдона до возвращения из Англии Джозефа Джорджа Уорда.

## Ранние годы
Холл-Джонс родился в Англии в графстве Кент, город Фолкстоун. В 1873 году он переехал в Данидин, Новая Зеландия и стал плотником, а затем строителем в Тимару.

## Член парламента
В августе 1890 года он был избран в парламент от округа Тимару, который он представлял до своего ухода из парламента в октябре 1908 года. Он был независимым депутатом, но мел умеренно прогрессивные взгляды, что побудило его примкнуть к Джону Баллансу, сэру Джорджу Грею и Джону Маккензи.
В 1896 году Холл-Джонс стал членом кабинета. Он исполнял обязанности во время поездки Седдона из страны в 1906 году и после его смерти возглавил правительство.
Однако он объявил, что будет премьером лишь до возвращения из-за рубежа сэра Джозефа Уорда. В правительстве Уорда он стал министром железных дорог и общественных работ. В декабре 1908 года сменил Уильяма Пембера Ривза на посту Верховного комиссара Новой Зеландии в Лондоне. По истечении своего срока в 1912 году Холл-Джонс вернулся в Новую Зеландию и был назначен премьером Мэсси в законодательный совет.
Обладал кротким нравом и заслужил репутацию выдающегося управленца.